# Kinga
Kingaⓘ – imię żeńskie pochodzenia węgierskiego, wywodzące się od zdrobnienia imienia Kunegunda. W piśmiennictwie węgierskim występują formy: Kunegund, Kinga, Kynga, Kynka, natomiast w polskim – Kinga (1278) i Kinka (1320–1329).
Wśród imion nadawanych nowo narodzonym dzieciom w Polsce, Kinga w 2022 roku zajmowała 54. miejsce wśród imion żeńskich.
Kinga imieniny obchodzi: 24 lipca.

## Osoby noszące imię Kinga
- św. Kinga (Kunegunda)
- Kinga Baran – polska siatkarka
- Kinga Baranowska – polska podróżniczka i alpinistka
- Kinga Achruk – polska piłkarka ręczna
- Kinga Choszcz – polska podróżniczka
- Kinga Dunin – polska pisarka, publicystka, krytyczka literacka
- Kinga Kasprzak – polska siatkarka
- Kinga Preis – polska aktorka
- Kinga Rajda – polska skoczkini narciarska
- Kinga Rusin – polska dziennikarka, prezenterka telewizyjna
- Kinga Tabor-Szymaniak (znana też jako Kinga Tabor) – polska aktorka